# 福岡県道735号大牟田港線
福岡県道735号大牟田港線（ふくおかけんどう735ごう おおむたこうせん）は、福岡県大牟田市を通る一般県道である。

## 概要
全線片側2車線が確保されているが、車の通行量はさほど多くない。

### 路線データ
- 起点：福岡県大牟田市西新町（西新町交差点）
- 終点：福岡県大牟田市大正町3丁目（大正町3丁目交差点、国道389号交点、福岡県道・佐賀県道18号大牟田川副線起点）

## 地理

### 通過する自治体
- 大牟田市

### 交差する道路
| 交差する道路                                                | 交差する場所 | 交差する場所             |
| ----------------------------------------------------------- | ------------ | ------------------------ |
| 国道389号 国道501号 重複 福岡県道・佐賀県道18号大牟田川副線 | 大正町3丁目  | 大正町3丁目交差点 / 終点 |

### 沿線
- 大牟田港
- 大牟田港緑地運動公園
- 大牟田児童相談所
- 大牟田市立中友小学校